# Oussières
Oussières – miejscowość i gmina we Francji, w regionie Burgundia-Franche-Comté, w departamencie Jura.
Według danych na rok 1990 gminę zamieszkiwało 246 osób, a gęstość zaludnienia wynosiła 33 osoby/km² (wśród 1786 gmin Franche-Comté Oussières plasuje się na 501. miejscu pod względem liczby ludności, natomiast pod względem powierzchni na miejscu 608.).